# Blind (speelwijze)
Bij het blind spelen van een spel wordt over het algemeen bedoeld dat de speler zich gedraagt alsof hij of zij blind is.
Dit betekent dat hij of zij het speelbord, speelveld of de spelsituatie niet kan zien, maar alle voorgaande stappen, die vaak worden doorgegeven door middel van abstracte nummers en getallen, moet onthouden om zo de op dat moment geldende spelsituatie zich voor de geest te kunnen halen. De meest bekende voorbeelden zijn blind schaken en blind dammen.
Blind spelen kan zeer moeilijk en mentaal belastend zijn. Om die reden is het blind dammen in de Sovjet-Unie op een gegeven moment ook verboden. 